# Akizuki-Klasse (1942)
Die Akizuki-Klasse (japanisch 秋月型駆逐艦 Akizuki-gata kuchikukan) war eine Klasse von zwölf Zerstörern der Kaiserlich Japanischen Marine, welche im Zweiten Weltkrieg zum Einsatz kamen. Die japanische Marine bezeichnete die Schiffe auch als Typ-B-Zerstörer (jap. 乙型駆逐艦, Ōtsu-gata kuchikukan).

## Geschichte

### Entwicklungsgeschichte
In den 1930er Jahren stieg die Bedeutung trägergestützter Luftfahrzeuge und ihre Einbindung in das strategische Konzept der Kaiserlich Japanischen Marine. Daher kam der Sicherung der eigenen Flugzeugträger gegen Luftangriffe eine erhöhte Bedeutung zu. Die britische Marine hatte mit der Umrüstung von zwei Leichten Kreuzern (Curlew und Coventry) ab 1935 zu Flugabwehrkreuzern gezeigt, dass es möglich war veraltete Einheiten, welche aber noch brauchbar waren, einer neuen Verwendung zuzuführen. Die japanische Marine erwog es daher mehrmals, die beiden älteren Kreuzer der Tenryū-Klasse entsprechend umzurüsten, aber wegen mangelnder Werftkapazitäten konnten diese Pläne nicht umgesetzt werden.
Am 19. September 1938 legte das Marineministerium dem Finanzministerium eine Erklärung vor, die für das Haushaltsjahr 1939 die Finanzierung von sechs Zerstörern eines neuen Typs forderte. Die Entwurfsanforderung für diese neue Zerstörerklasse bestand zu diesem Zeitpunkt aus:
- 2.350 ts Verdrängung
- acht 10-cm-Geschütze, vier 2,5-cm-Geschütze und U-Jagdausrüstung
- Geschwindigkeit von 35 Knoten und
- Reichweite von 8.000 Seemeilen bei 18 Knoten

Da der Admiralstab der Marine aber mehr Offensivkraft forderte, wurde der Entwurf entsprechend geändert und ein Vierfachtorpedorohrsatz eingeplant, was aber zur Erhöhung der Verdrängung auf 2.700 ts und zu einem Abfallen der Geschwindigkeit auf 33 Knoten führte.
Auf Grund der Ähnlichkeiten (Abmessungen, Formgebung der Aufbauten und Anordnung der Bewaffnung) der Großzerstörer der späteren Akizuki-Klasse mit dem Leichten Kreuzer Yūbari, wurden diese während des Pazifikkrieges von amerikanischen Streitkräften öfters mit diesem verwechselt.

### Bau
Im Rahmen des 4. Kreis-Bauprogramms (Maru 4 Keikaku) von 1939 wurden sechs Einheiten mit den Baunummern 104 bis 109 geordert. Diese wurde bei einer privaten (4) und einer staatlichen (2) Werft zwischen Juni 1940 und März 1942 auf Kiel gelegt und bis Mai 1943 in Dienst gestellt. In Vorbereitung auf den erwarteten Krieg wurden im August 1941 im Rahmen des Schnellbauprogramms (Maru Kyū Keikaku) weitere zehn Einheiten, mit den Baunummern 360 bis 369 geordert. Von diesen wurden bis Mai 1944 sechs Einheiten auf zwei privaten (je 1) und zwei staatlichen (je 2) Werften auf Kiel gelegt und zwischen März 1944 und April 1945 in Dienst gestellt. Für drei Einheiten – Baunummern 367 bis 369 – wurde noch vor Baubeginn die Aufträge im Dezember 1944 storniert und der Weiterbau der zu 16 % fertiggestellte Einheit mit der Baunummer 365 ebenfalls im April 1945 eingestellt.
Im Verlauf des Krieges wurde weitere 39 Einheiten in zwei Bauprogrammen geordert – 5. Kreis-Bauprogramms (Maru 5 Keikaku) 16 Einheiten und Erweitertes 5. Kreis-Bauprogramms (Kai-Maru 5 Keikaku) 23 Einheiten – aber auf Grund der Kriegslage zu Gunsten anderer Schiffsklassen storniert.
Die Akizuki-Klasse kann in drei Varianten bzw. Untergruppen unterteilt werden, die in Abfolge gebaut wurden. Die erste Variante, welche auch dem Basisentwurf mit der Bezeichnung F51 entspricht, umfasste die ersten sieben Einheiten (Baunummern 104 bis 109 und 360). Die zweite Variante, in einer leicht vereinfachten Bauweise des F51-Entwurfs auch als Fuyutsuki-Klasse (冬月型, Fuyutsuki-gata) bezeichnet, umfasste vier Boote (Baunummern 361 bis 364). Die letzte Variante, mit der Entwurfsbezeichnung F53 auch als Michitsuki-Klasse (満月型, Michitsuki-gata) bezeichnet, umfasste die letzten beiden auf Kiel gelegten Boote (Baunummern 365 und 366).
Die im Staatshaushalt geplanten Kosten pro Schiff und aller Einheiten des jeweiligen Bauprogramms.
| Bauprogramm        | Bau-Nrn.      | Budget       | Budget        |
| Bauprogramm        | Bau-Nrn.      | Pro Schiff   | Gesamt        |
| ------------------ | ------------- | ------------ | ------------- |
| Maru 4 Keikaku     | 0104 bis 109  | 12.090.000 ¥ | 072.540.000 ¥ |
| Maru Kyū Keikaku   | 0360 bis 369  | 17.820.400 ¥ | 178.204.000 ¥ |
| Maru 5 Keikaku     | 0770 bis 785  | 18.387.000 ¥ | 294.192.000 ¥ |
| Kai-Maru 5 Keikaku | 5061 bis 5083 | 19.194.000 ¥ | 441.462.000 ¥ |

## Fotodetails
Oben zu sehen: Akizuki im Mai 1942 vor ihrer Indienststellung, unten die Harutsuki im Dezember 1944.
Deutlich erkennbar ist der veränderte Hauptmast und die eingerüstete Radarausrüstung in beiden Masten.
Des Weiteren die erweiterte Leichte Flugabwehrbewaffnung und zusätzliche Anbauten im Bereich des Brückenaufbaus.

## Liste der Schiffe
| Bau-Nr.            | Name                                       | Bauwerft               | Kiellegung                                  | Stapellauf                                                                           | Indienststellung                                                                     | Verbleib |
| Maru 4 Keikaku     | Maru 4 Keikaku                             | Maru 4 Keikaku         | Maru 4 Keikaku                              | Maru 4 Keikaku                                                                       | Maru 4 Keikaku                                                                       | Maru 4 Keikaku |
| ------------------ | ------------------------------------------ | ---------------------- | ------------------------------------------- | ------------------------------------------------------------------------------------ | ------------------------------------------------------------------------------------ | --- |
| 104                | Akizuki (秋月, „Herbstmond“)               | Marinewerft Maizuru    | 30. Juni 1940                               | 2. Juli 1941                                                                         | 11. Juni 1942                                                                        | versenkt am 25. Oktober 1944 durch amerik. Flugzeuge während der Schlacht von Kap Engaño |
| 105                | Teruzuki (照月, „scheinender Mond“)        | Mitsubishi, Nagasaki   | 13. November 1940                           | 21. November 1941                                                                    | 31. August 1942                                                                      | versenkt am 12. Dezember 1942 nach Torpedierung durch amerik. PT-Schnellboote PT-37 und PT-40, vor Savo Island                                                                               |
| 106                | Suzutsuki (涼月, „kühler Mond“)            | Mitsubishi, Nagasaki   | 15. März 1941                               | 3. März 1942                                                                         | 29. Dezember 1942                                                                    | Bei Kriegsende fahrunfähig in Sasebo liegend und am 20. November 1945 aus Flottenliste gestrichen. 1948 abgebrochen und Rumpf als Wellenbrecher im Hafen von Wakamatsu verwendet.            |
| 107                | Hatsuzuki (初月, „erster Mond“)            | Marinewerft Maizuru    | 25. Juli 1941                               | 3. April 1942                                                                        | 29. Dezember 1942                                                                    | versenkt am 25. Oktober 1944 durch amerik. Flugzeuge während der Schlacht von Kap Engaño |
| 108                | Niizuki (新月, „Neumond“)                  | Mitsubishi, Nagasaki   | 8. Dezember 1941                            | 29. Juni 1942                                                                        | 31. März 1943                                                                        | versenkt am 6. Juli 1943 durch amerik. Schiffsartillerie, während der Schlacht im Kula-Golf                                                                                                  |
| 109                | Wakatsuki (若月, „junger Mond“)            | Mitsubishi, Nagasaki   | 9. März 1942                                | 24. November 1942                                                                    | 31. Mai 1943                                                                         | versenkt am 11. November 1944 durch amerik. Flugzeuge in Bucht von Ormoc während der Schlacht um Leyte                                                                                       |
| Maru Kyū Keikaku   |                                            |                        |                                             |                                                                                      |                                                                                      | |
| 360                | Shimotsuki (霜月, „Frostmond“)             | Mitsubishi, Nagasaki   | 6. Juli 1942                                | 7. April 1943                                                                        | 31. März 1944                                                                        | versenkt am 25. November 1944 durch amerik. U-Boot Cavalla, vor Anabas Island |
| 361                | Fuyutsuki (冬月, „Wintermond“)             | Marinewerft Maizuru    | 8. Mai 1943                                 | 20. Januar 1944                                                                      | 25. Mai 1944                                                                         | Am 20. August 1945 durch Minentreffer schwer beschädigt und am 20. November 1945 aus Flottenliste gestrichen. 1948 abgebrochen und Rumpf als Wellenbrecher im Hafen von Wakamatsu verwendet. |
| 362                | Harutsuki (春月, „Frühlingsmond“)          | Marinewerft Sasebo     | 23. Dezember 1943                           | 3. August 1944                                                                       | 28. Dezember 1944                                                                    | Außerdienststellung am 5. Oktober 1945, Kriegsbeute Sowjetunion am 28. August 1947, Umbenannt in Vnezapny (Внезапный)                                                                        |
| 363                | Yoizuki (宵月, „Abendmond“)                | Uraga Senkyo, Yokosuka | 25. August 1943                             | 25. September 1944                                                                   | 31. Januar 1945                                                                      | Außerdienststellung am 5. Oktober 1945, Kriegsbeute Republik China am 29. August 1947, Umbenannt in Fen Yang, 1963 abgebrochen                                                               |
| 364                | Natsuzuki (夏月, „Sommermond“)             | Marinewerft Sasebo     | 1. Mai 1944                                 | 2. Dezember 1944                                                                     | 8. April 1945                                                                        | Außerdienststellung am 5. Oktober 1945, Kriegsbeute Großbritannien am 25. August 1947, Zwischen September 1947 und März 1948 in Uraga abgebrochen                                            |
| 365                | Michitsuki (満月)                          | Marinewerft Sasebo     | 3. Januar 1945                              | Baustopp am 17. April 1945 (zu 16 % fertiggestellt), ab 28. Februar 1948 abgebrochen | Baustopp am 17. April 1945 (zu 16 % fertiggestellt), ab 28. Februar 1948 abgebrochen | Baustopp am 17. April 1945 (zu 16 % fertiggestellt), ab 28. Februar 1948 abgebrochen |
| 366                | Hanazuki (花月, „Blumenmond“)              | Marinewerft Maizuru    | 10. Februar 1944                            | 10. Oktober 1944                                                                     | 26. Dezember 1944                                                                    | Außerdienststellung am 5. Oktober 1945, Kriegsbeute Vereinigte Staaten am 29. August 1947 und Umbenennung in DD-934, als Zielschiff am 3. Februar 1948 vor den Gotō-Inseln versenkt          |
| 367                | Kiyotsuki (清月)                           | Marinewerft Maizuru    | Bauaufträge am 14. Dezember 1944 storniert. | Bauaufträge am 14. Dezember 1944 storniert.                                          | Bauaufträge am 14. Dezember 1944 storniert.                                          | Bauaufträge am 14. Dezember 1944 storniert. |
| 368                | Ōtsuki (大月, „großer Mond“)               | Marinewerft Sasebo     | Bauaufträge am 14. Dezember 1944 storniert. | Bauaufträge am 14. Dezember 1944 storniert.                                          | Bauaufträge am 14. Dezember 1944 storniert.                                          | Bauaufträge am 14. Dezember 1944 storniert. |
| 369                | Hazuki (葉月)                              | Marinewerft Maizuru    | Bauaufträge am 14. Dezember 1944 storniert. | Bauaufträge am 14. Dezember 1944 storniert.                                          | Bauaufträge am 14. Dezember 1944 storniert.                                          | Bauaufträge am 14. Dezember 1944 storniert. |
| Maru 5 Keikaku     |                                            |                        |                                             |                                                                                      |                                                                                      | |
| 770 bis 785        | Bauaufträge storniert.                     | Bauaufträge storniert. | Bauaufträge storniert.                      | Bauaufträge storniert.                                                               | Bauaufträge storniert.                                                               | Bauaufträge storniert. |
| Kai-Maru 5 Keikaku |                                            |                        |                                             |                                                                                      |                                                                                      | |
| 5061               | Yamazuki (山月, „Bergmond“)                | Marinewerft Sasebo     | Bauaufträge am 14. Dezember 1944 storniert. | Bauaufträge am 14. Dezember 1944 storniert.                                          | Bauaufträge am 14. Dezember 1944 storniert.                                          | Bauaufträge am 14. Dezember 1944 storniert. |
| 5062               | Urazuki (浦月)                             | Marinewerft Sasebo     | Bauaufträge am 14. Dezember 1944 storniert. | Bauaufträge am 14. Dezember 1944 storniert.                                          | Bauaufträge am 14. Dezember 1944 storniert.                                          | Bauaufträge am 14. Dezember 1944 storniert. |
| 5063               | Aogumo (青雲)                              | Marinewerft Sasebo     | Bauaufträge am 14. Dezember 1944 storniert. | Bauaufträge am 14. Dezember 1944 storniert.                                          | Bauaufträge am 14. Dezember 1944 storniert.                                          | Bauaufträge am 14. Dezember 1944 storniert. |
| 5064               | Benigumo (紅雲)                            | Marinewerft Sasebo     | Bauaufträge am 14. Dezember 1944 storniert. | Bauaufträge am 14. Dezember 1944 storniert.                                          | Bauaufträge am 14. Dezember 1944 storniert.                                          | Bauaufträge am 14. Dezember 1944 storniert. |
| 5065               | Harugumo (春雲, „Frühlingswolke“)          | Marinewerft Maizuru    | Bauaufträge am 14. Dezember 1944 storniert. | Bauaufträge am 14. Dezember 1944 storniert.                                          | Bauaufträge am 14. Dezember 1944 storniert.                                          | Bauaufträge am 14. Dezember 1944 storniert. |
| 5066               | Amagumo (天雲)                             | Uraga Senkyo, Yokosuka | Bauaufträge am 5. Mai 1944 storniert.       | Bauaufträge am 5. Mai 1944 storniert.                                                | Bauaufträge am 5. Mai 1944 storniert.                                                | Bauaufträge am 5. Mai 1944 storniert. |
| 5067               | Yaegumo (八重雲)                           | Marinewerft Sasebo     | Bauaufträge am 5. Mai 1944 storniert.       | Bauaufträge am 5. Mai 1944 storniert.                                                | Bauaufträge am 5. Mai 1944 storniert.                                                | Bauaufträge am 5. Mai 1944 storniert. |
| 5068               | Fuyugumo (冬雲, „Winterwolke“)             | Uraga Senkyo, Yokosuka | Bauaufträge am 5. Mai 1944 storniert.       | Bauaufträge am 5. Mai 1944 storniert.                                                | Bauaufträge am 5. Mai 1944 storniert.                                                | Bauaufträge am 5. Mai 1944 storniert. |
| 5069               | Yukigumo (雪雲)                            | Marinewerft Sasebo     | Bauaufträge am 5. Mai 1944 storniert.       | Bauaufträge am 5. Mai 1944 storniert.                                                | Bauaufträge am 5. Mai 1944 storniert.                                                | Bauaufträge am 5. Mai 1944 storniert. |
| 5070               | Okitsukaze (沖津風)                        | Marinewerft Maizuru    | Bauaufträge am 5. Mai 1944 storniert.       | Bauaufträge am 5. Mai 1944 storniert.                                                | Bauaufträge am 5. Mai 1944 storniert.                                                | Bauaufträge am 5. Mai 1944 storniert. |
| 5071               | Shimokaze (霜風, „Frostwind“)              | Uraga Senkyo, Yokosuka | Bauaufträge am 5. Mai 1944 storniert.       | Bauaufträge am 5. Mai 1944 storniert.                                                | Bauaufträge am 5. Mai 1944 storniert.                                                | Bauaufträge am 5. Mai 1944 storniert. |
| 5072               | Asagochi (朝東風, „morgendlicher Ostwind“) | Marinewerft Sasebo     | Bauaufträge am 5. Mai 1944 storniert.       | Bauaufträge am 5. Mai 1944 storniert.                                                | Bauaufträge am 5. Mai 1944 storniert.                                                | Bauaufträge am 5. Mai 1944 storniert. |
| 5073               | Ōkaze (大風, „Sturm“)                      | Uraga Senkyo, Yokosuka | Bauaufträge am 5. Mai 1944 storniert.       | Bauaufträge am 5. Mai 1944 storniert.                                                | Bauaufträge am 5. Mai 1944 storniert.                                                | Bauaufträge am 5. Mai 1944 storniert. |
| 5074               | Kochi (東風, „Ostwind“)                    | Marinewerft Sasebo     | Bauaufträge am 5. Mai 1944 storniert.       | Bauaufträge am 5. Mai 1944 storniert.                                                | Bauaufträge am 5. Mai 1944 storniert.                                                | Bauaufträge am 5. Mai 1944 storniert. |
| 5075               | Nishikaze (西風, „Westwind“)               | Marinewerft Maizuru    | Bauaufträge am 5. Mai 1944 storniert.       | Bauaufträge am 5. Mai 1944 storniert.                                                | Bauaufträge am 5. Mai 1944 storniert.                                                | Bauaufträge am 5. Mai 1944 storniert. |
| 5076               | Hae (南風, „Südwind“)                      | Uraga Senkyo, Yokosuka | Bauaufträge am 5. Mai 1944 storniert.       | Bauaufträge am 5. Mai 1944 storniert.                                                | Bauaufträge am 5. Mai 1944 storniert.                                                | Bauaufträge am 5. Mai 1944 storniert. |
| 5077               | Kitakaze (北風, „Nordwind“)                | Marinewerft Sasebo     | Bauaufträge am 5. Mai 1944 storniert.       | Bauaufträge am 5. Mai 1944 storniert.                                                | Bauaufträge am 5. Mai 1944 storniert.                                                | Bauaufträge am 5. Mai 1944 storniert. |
| 5078               | Hayakaze (早風)                            | Uraga Senkyo, Yokosuka | Bauaufträge am 5. Mai 1944 storniert.       | Bauaufträge am 5. Mai 1944 storniert.                                                | Bauaufträge am 5. Mai 1944 storniert.                                                | Bauaufträge am 5. Mai 1944 storniert. |
| 5079               | Natsukaze (夏風, „Sommerwind“)             | Marinewerft Sasebo     | Bauaufträge am 5. Mai 1944 storniert.       | Bauaufträge am 5. Mai 1944 storniert.                                                | Bauaufträge am 5. Mai 1944 storniert.                                                | Bauaufträge am 5. Mai 1944 storniert. |
| 5080               | Fuyukaze (冬風, „Winterwind“)              | Marinewerft Maizuru    | Bauaufträge am 5. Mai 1944 storniert.       | Bauaufträge am 5. Mai 1944 storniert.                                                | Bauaufträge am 5. Mai 1944 storniert.                                                | Bauaufträge am 5. Mai 1944 storniert. |
| 5081               | Hatsunatsu (初夏, „Sommeranfang“)          | Uraga Senkyo, Yokosuka | Bauaufträge am 5. Mai 1944 storniert.       | Bauaufträge am 5. Mai 1944 storniert.                                                | Bauaufträge am 5. Mai 1944 storniert.                                                | Bauaufträge am 5. Mai 1944 storniert. |
| 5082               | Hatsuaki (初秋, „Herbstanfang“)            | Marinewerft Sasebo     | Bauaufträge am 5. Mai 1944 storniert.       | Bauaufträge am 5. Mai 1944 storniert.                                                | Bauaufträge am 5. Mai 1944 storniert.                                                | Bauaufträge am 5. Mai 1944 storniert. |
| 5083               | Hayaharu (早春, „früher Frühling“)         | Uraga Senkyo, Yokosuka | Bauaufträge am 5. Mai 1944 storniert.       | Bauaufträge am 5. Mai 1944 storniert.                                                | Bauaufträge am 5. Mai 1944 storniert.                                                | Bauaufträge am 5. Mai 1944 storniert. |

## Technische Beschreibung

### Rumpf
Der Rumpf eines Zerstörers der Akizuki-Klasse, unterteilt in wasserdichte Abteilungen, war über alles 134,2 Meter lang, 11,6 Meter breit und hatte bei einer Einsatzverdrängung von 3.950 Tonnen einen Tiefgang von 4,15 Metern.

### Antrieb

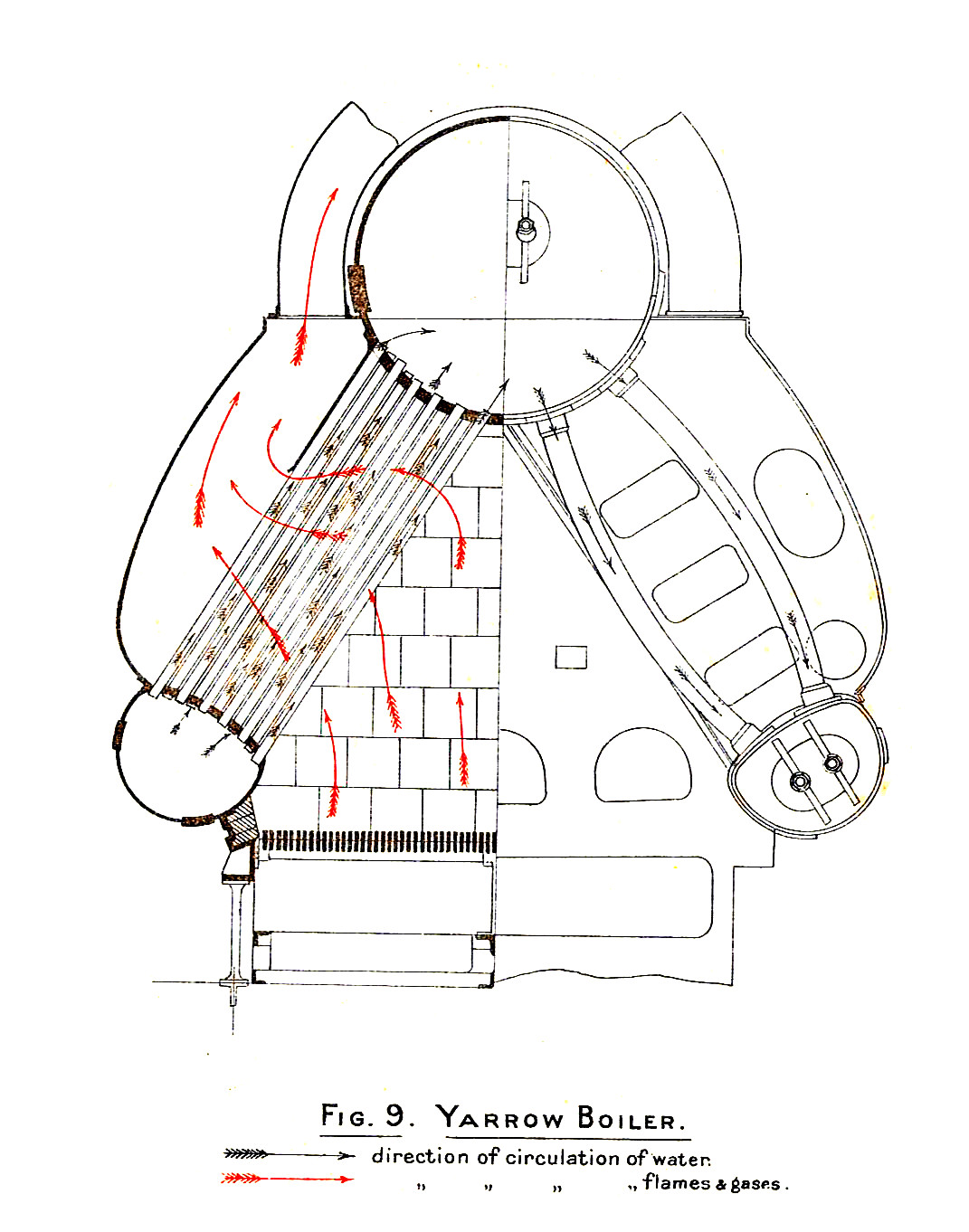
Schnitt durch einen Yarrow-Kessel, wovon der bei der Akizuki-Klasse verwendete Kessel eine Variante darstellt.

Der Antrieb erfolgte durch drei ölbefeurte Dampferzeuger – Kampon Ro-Gō Modell 3 B Kessel untergebracht in zwei Kesselräumen, wobei sich zwei Kessel den vorderen Kesselraum teilten – und zwei Getriebeturbinensätze. Diese Kampon-Turbinensätze entsprachen den bei der Kagerō-Klasse verwendeten und jeder Satz erzeugte eine Leistung von 26.000 PS, womit eine Gesamtleistung von 52.000 PS (38.246 kW) erreicht wurde. Die Turbinensätze bestanden aus einer Hoch-, Mittel- und Niederdruckturbine, die über eine Welle durch ein Untersetzungsgetrieb verbunden waren. Die Welle war des Weiteren mit zwei Fahrtturbinen (Hoch- und Niederdruck) und ein weiteres Untersetzungsgetriebe mit Klauenkupplung verbunden, die die Verbindung zur Niederdruckturbine ermöglichte. Die erzeugte Leistung wurde an zwei Antriebswellen mit je einer Schraube abgegeben. Die Höchstgeschwindigkeit betrug 33 Knoten (61 km/h) und die maximale Fahrstrecke 8.000 Seemeilen (14.816 km) bei 18 Knoten, wofür 1.114 Tonnen Schweröl gebunkert werden konnten.

### Bewaffnung

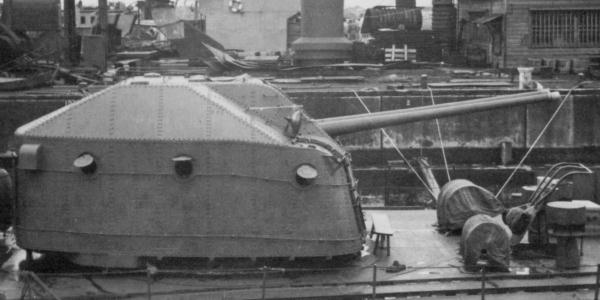
Aufnahme des achteren Turmes für die Typ 98-Geschütze, hier des Zerstörers Harutsuki.

#### Artillerie
Die Artilleriebewaffnung bestand aus acht 10-cm-Geschützen mit Kaliberlänge 65 Typ 98. Dieses von 1935 bis 1938 entwickelte und mit der Akizuki-Klasse eingeführte Mehrzweckgeschütz, hatte ein Gewicht von 3.053 kg und eine Feuerrate von 15 bis 21 Schuss die Minute. Es konnte eine 13 Kilogramm schwere Granate bis zu 18,7 km weit auf Seeziele verschießen und Luftziele in bis zu 13,3 km Höhe bekämpfen. Untergebracht waren sie in vier, mit einem etwa 3 mm starken Splitterschutz versehenen, 34,5 Tonnen schweren Zwillingstürmen des A-Modells. Diese waren in Bootsmittellinie, je zwei vor bzw. auf dem Brückenaufbau und hinter bzw. auf dem achteren Deckshaus aufgestellt. Die inneren Türme (Turm B und C) waren so angeordnet, dass sie den äußeren überschießen konnten (sog. überhöhte Endaufstellung). Die Türme hatten eine Seitenrichtgeschwindigkeit von bis 16° pro Sekunde, eine Höhenrichtgeschwindigkeit von bis 16° pro Sekunde und einen Höhenrichtbereich von −10° bis +90°.
Diese Waffe wird zusammen mit ihrer Lafette als eine der fortschrittlichsten Konstruktionen im japanischen Geschützbau und ihrer Zeit angesehen.

#### Flugabwehr
Die leichte Flugabwehrbewaffnung bestand bei Indienststellung der Klasse aus vier 2,5-cm-Maschinenkanonen des Typ 96 in Doppellafette, welche auf einer Plattform zwischen Schornstein und Torpedorohrsatz aufgestellt waren. Die 2,5-cm-Maschinenkanonen verschossen im Einsatz rund 110 bis 120 Schuss pro Minute, die effektive Reichweite lag bei etwa 3 Kilometern bei 85° Rohrerhöhung. Die 1,1 Tonnen schwere Zwillingslafette war um 360° drehbar und hatte einen Höhenrichtbereich von −10° bis +85°. Diese Bestückung entsprach zwar dem Standard japanischer Zerstörer Anfang 1942, war aber im internationalen Vergleich als eher schwach zu bewerten.
Leichte Flugabwehrbewaffnung von Zerstörern der Hauptmächte des Zweiten Weltkrieges, etwa Anfang 1942.
| Klasse     | Akizuki    | Zerstörer 1936      | Soldati  | Mogador                   | Ognevoj                | Q− und R               | Fletcher            |
| ---------- | ---------- | ------------------- | -------- | ------------------------- | ---------------------- | ---------------------- | ------------------- |
| Land       | Japan      | Deutsches Reich     | Italien  | Frankreich                | Sowjetunion            | Vereinigtes Königreich | Vereinigte Staaten  |
| Flugabwehr | 4 × 2,5−cm | 4 × 3,7−cm 6 × 2−cm | 4 × 2−cm | 2 × 3,7−cm 4 × 13,2−mm MG | 2 × 7,62−cm 6 × 3,7−cm | 4 × 4−cm 6 × 2−cm      | 4 × 2,8−cm 6 × 2−cm |

Bedingt durch die starken alliierten Luftstreitkräfte während des Pazifikkrieges kam es zu einer kontinuierlichen Verstärkung der 2,5-cm-Geschütze. Begonnen wurde 1943 damit, bei einigen Einheiten zwei Drillingslafetten beiderseits des Schornsteins einzurüsten. Diesen folgte 1944 eine Drillingslafette auf Position des achteren Entfernungsmessers und zwei Drillingslafetten beiderseits des Scheinwerfers. Zusätzlich wurden auf dem Oberdeck zwölf Einzellafetten aufgestellt. 1945 wurde die Anzahl weiter verstärkt, worauf die Suzutsuki bei Kriegsende als leichte Flugabwehrbewaffnung führte, sieben Drillings und dreißig Einzellafetten, also insgesamt 51 Geschütze.

#### Torpedos
Die Torpedobewaffnung bestand aus einem, um 360° schwenkbaren, Vierfachtorpedorohrsatz Typ 92 Modell 4 im Kaliber 61 cm, welcher Torpedos des Typ 93 Modell 1 Mod. 2 verschoss. Dieser war in Bootsmittellinie, zwischen den Schornstein und dem achteren Deckshaus aufgestellt. Die Mitnahme von vier Reservetorpedos war vorgesehen.

#### U-Jagdausrüstung
Zur U-Jagd waren zwei Y-Wasserbombenwerfer Typ 94, jeder mit einem Typ 3 Ladegestell, und sechs Ablaufschienen – vier manuelle Typ 1 und zwei hydraulische Typ 3 – mit der Möglichkeit des Einsatzes von 54 Wasserbomben auf dem Achterschiff vorhanden. Auf Grund der gestiegenen U-Bootgefahr erhöhte sich der Bestand an Wasserbomben bis Kriegsende auf bis zu 72 Stück.

#### Minensuchausrüstung
Zur Eigensicherung gegen Seeminen war Minenräumgeschirr vorhanden, bestehend aus zwei Räumottern (engl. Paravane) Typ 1 Modell 1.

### Sensoren

#### Feuerleitanlage
Zur Feuerleitung der Artillerie standen zwei Schnittbildentfernungsmesser mit Basislänge 4,5-Meter Typ 94 – einer auf dem Brückenaufbau und einer dem achteren Deckshaus – und für den Torpedorohrsatz zwei Entfernungsmesser Typ 97 Modell 2 zur Verfügung.

#### Radar

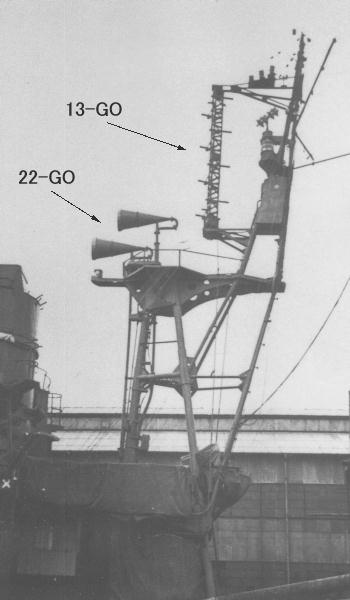
Hauptmast der Harutsuki, mit Hornantenne des Radargerät Typ 22, Leiterantenne des Typ 13 und Antenne des Radarwarngerätes Typ E-27 unter der oberen Stütze der Antenne des Typ 13.

Japanische Zerstörer waren nicht von Beginn des Pazifikkrieges mit Funkmesstechnik ausgerüstet. Erst Ende des Jahres 1942 erhielten ausgewählte Einheiten das Radar des Typ 22. Dieses zur Seeraumüberwachung und Feuerleitung fähige System, welches normalerweise aus zwei Hornstrahlen bzw. -antennen – eines zum Senden und eines zum Empfangen – bestand, war im Hauptmast hinter der Brücke verbaut. Es arbeitete mit einer Wellenlänge von 10 cm und hatte eine Sendeleistung von 2 kW. Bedingt dadurch, dass frühe japanische Radargeräte unzuverlässig und ihr Bedienpersonal schlecht ausgebildet war, neigten Kommandanten dazu Hinweise durch diese nicht ernst zu nehmen und sich auf die klassischen Aufklärungsmethoden wie Ausgucke mit optischen Geräten zu verlassen. Dieses Vertrauen wurde immer problematischer, da die Amerikaner immer bessere Radarsysteme einführten und diese hauptsächlich zur Feuerleitung einsetzten.
Ab 1944 erhielten die überlebenden Zerstörer zur Luftraumüberwachung ein Gerät des Typ 13 eingerüstet, welches über eine lange Leiterantenne verfügte, die ebenfalls im Hauptmast und gegebenenfalls im achteren Mast montiert war. Dieses Radargerät konnte eine Gruppe von Flugzeug in bis zu 100 Kilometer und ein einzelnes Flugzeug in bis zu 50 Kilometer orten. Es arbeitete mit einer Wellenlänge von 100 cm und hatte eine Sendeleistung von 10 kW.

#### Radarwarngerät
Zur Funkmessbeobachtung war ein Radarwarngerät des Typ E-27 mit Antenne im Hauptmast verbaut. Dieses ab April 1944 eingeführte Gerät arbeitete mit einer Wellenlänge von 75–400 cm. Es konnte entsprechende Signale in bis zu 300 Kilometer Entfernung orten.

#### Sonar
Zur Suche nach U-Booten war ein Echoortungssystem des Typ 93 Modell 3 und ein Hydrophon-Set vom Typ 93 eingerüstet. Dieses Hydrophon-Set bestand aus zwei Gruppen zu je acht Sensoren, eine Gruppe auf jeder Schiffsseite. Ab 1944 wurde dieses durch ein Echoortungssystem vom Typ 3 Modell 1 und einem Hydrophon vom Typ 4 ersetzt. Mit diesem Hydrophon konnte, bei einer Geschwindigkeit von 12 kn, nach japanischen Angaben ein lautes Ziel, wie etwa ein Torpedo, in 6000 Metern und ein leises Ziel, wie ein langsames U-Boot, in bis zu 1000 Metern wahrgenommen werden.

## Besatzung
Die Besatzung hatte eine Stärke von 263 Offizieren, Unteroffizieren und Mannschaften, welche sich bis Kriegsende auf Grund der personalintensiven zusätzlich eingerüsteten Flugabwehrbewaffnung auf 315 Mann erhöhte.
Zur infanteristischen Nutzung bzw. Sicherung des eigenen Bootes wurden an Bord eine Reihe von Handwaffen mitgeführt. Dies waren zwei Leichte Maschinengewehre Typ 96, fünfundfünfzig Arisaka Typ 38 Gewehre und vierzehn Pistolen des Typ 14.

## Bemerkungen
1. ↑  In älteren Quellen manchmal auch Teruzuki- oder Terusuki-Klasse nach dem zweiten Schiff der Klasse, da die Amerikaner sie 1946 für das Typschiff der Klasse hielten.